# Charlottenberg
Charlottenberg (  pronúncia) é uma pequena cidade do oeste da província histórica da Värmland, no centro da Suécia.

Está situada a 31 km a noroeste da cidade sueca de Arvika, e a 10 km da fronteira com a Noruega.

 
Tem 2 499 habitantes (2018), e é sede do município de Eda, pertencente ao condado da Värmland.

## Etimologia e uso
O nome geográfico Charlottenberg deriva de "Charlotta Berg", o nome de solteira da esposa de Lars Daniel Larsson, o fundador de uma fábrica de ferro na região em 1829.

## Comunicações
Charlottenberg é atravessada pela linha férrea da Värmland (Laxå-Karlstad-Kil-Charlottenberg-Noruega) e pela estrada nacional 61 (Karlstad-Arvika-Charlottenberg-Noruega).

## Turismo e comércio
Charlottenberg é um importante local de comércio fronteiriço, onde um grande centro comercial norueguês atrai turistas noruegueses oferecendo preços mais baixos do que na Noruega.

## Galeria

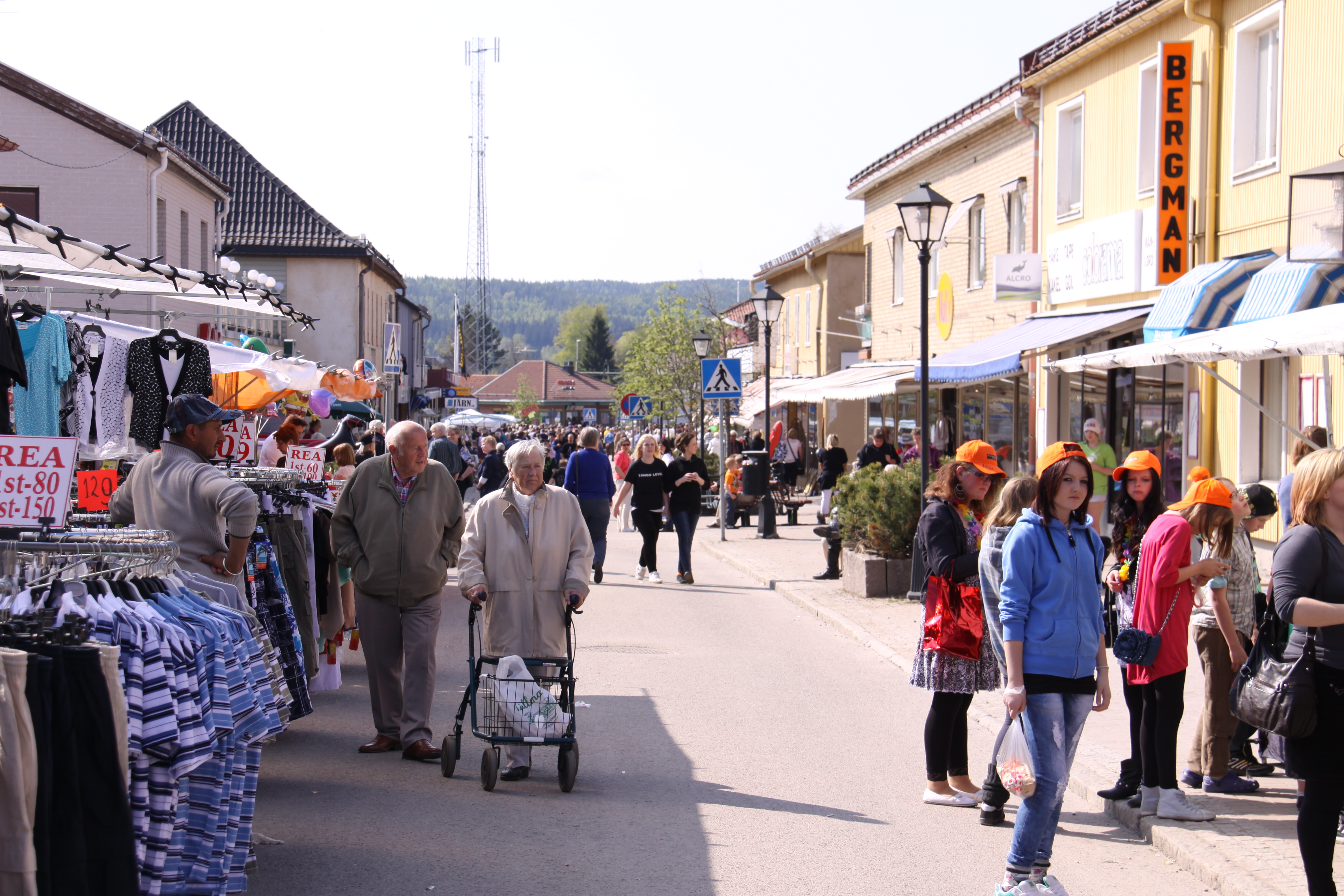
A rua Storgatan
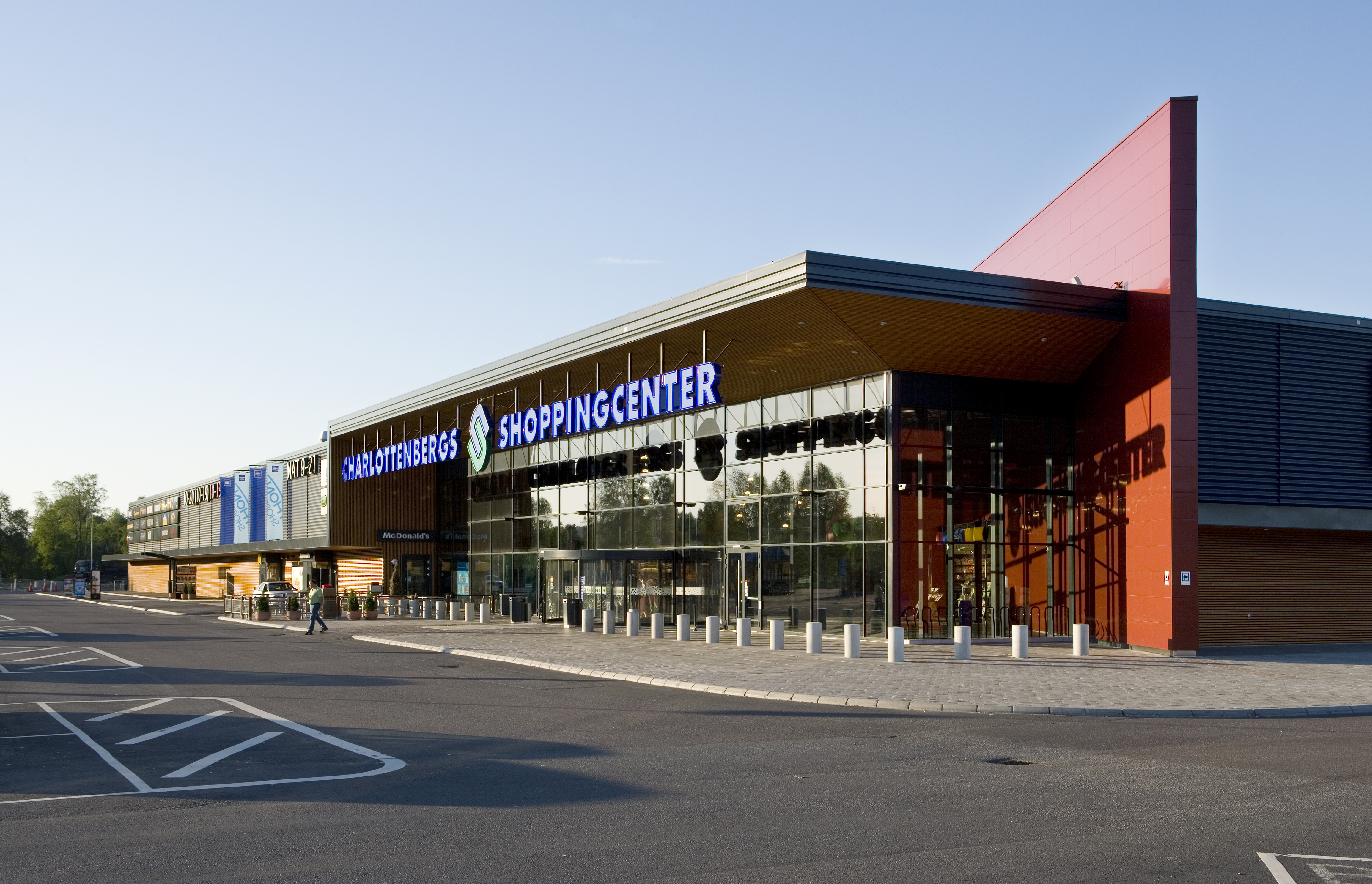
O centro comercial